# Midlothian (circonscription du Parlement britannique)
Pour l’article homonyme, voir Midlothian.
Circonscription parlementaire de la Chambre des communes
Midlothian est une circonscription électorale britannique située en Écosse.

## Histoire
Cette circonscription a été créée en 1955, à partir de l'ancienne circonscription de Midlothian and Peeblesshire (en). Elle a systématiquement envoyé un représentant du Parti travailliste à Westminster jusqu'en 2015, année où elle élit pour la première fois un député du Parti national écossais.

## Liste des députés
| Élection | Élection | MP              | Parti              |
| -------- | -------- | --------------- | ------------------ |
|          | 1955     | David Pryde     | Parti travailliste |
|          | 1959     | James Hill      | Parti travailliste |
|          | 1966     | Alex Eadie      | Parti travailliste |
|          | 1993     | Eric Clarke     | Parti travailliste |
|          | 2001     | David Hamilton  | Parti travailliste |
|          | 2015     | Owen Thompson   | SNP                |
|          | 2017     | Danielle Rowley | Parti travailliste |
|          | 2019     | Owen Thompson   | SNP                |